# Sandro Riminucci
Alessandro « Sandro » Riminucci, né le 26 juin 1935, à Tavoleto, en Italie, est un ancien joueur italien de basket-ball. 

## Palmarès
- Coupe des clubs champions 1966
- Champion d'Italie 1957, 1958, 1959, 1960, 1961, 1962, 1963, 1965, 1966, 1967
- Finaliste des Jeux méditerranéens de 1955
- Finaliste de l'Universiade d'été de 1959
- Nommé au Italia Basket Hall of Fame en 2006